# Oxydia sociata
Oxydia sociata là một loài bướm đêm trong họ Geometridae.